# Behemoth
Behemoth — польський екстрім-метал-гурт, що виник у жовтні 1991 року в Гданську, до 1992 року виступав під назвою Baphomet. Грає у стилі блек-дез-метал. Вважається, шо Behemoth відіграв важливу роль у становленні польського екстрім-метал андеграунду.
На початку грали блек-метал, пізніше, від 1994 року, близький до паган-металу, широко використовуючи в звукозаписах акустичну гітару. Потім колектив почав виконувати дез-метал, полишивши язичницьку тематику на користь окультизму, а також міфології Близького Сходу. Лідером колективу безперервно від 1991 року є головний композитор і автор текстів Адам Дарський (Nergal). Під час концертів учасники гурту виступають в характерному чорно-білому макіяжі, а також костюмах, що їх традиційно використовують виконавці блек-металу.
Випустивши в 1999 році альбом Satanica, гурт продемонстрував свою присутність на сцені дез-металу, зберігши при цьому свій фірмовий стиль, що характеризується барабанною роботою Inferno та багатошаровим вокалом. Незважаючи на те, що творчість Behemoth називають дез-металом або треш-металом, Nergal зауважує, що йому не подобається, коли гурт заганяють у рамки певного стилю.

## Історія

### Початок кар'єри та перші п'ять альбомів (1991–2000)
Behemoth був створений у 1991 році як тріо, у складі якого були Nergal на гітарі та вокалі, Baal на барабанах і Desecrator на гітарі. Вони почали з демо-записів Endless Damnation і The Return of the Northern Moon. Проте найуспішнішим стало четверте демо ...From the Pagan Vastlands (1994). Цей запис був випущений польським лейблом Pagan Records, а пізніше Wild Rags. Наступним релізом гурту став дебютний повноформатний альбом Sventevith (Storming Near the Baltic), що вийшов у 1995 році. Через рік Behemoth записали свій другий альбом Grom, який вийшов у 1996 році. Grom містить багато різних музичних стилів, жіночий вокал, а також акустичні гітари та синтезатори. У той же час у Behemoth нарешті з'явилася можливість грати наживо в рідній країні і гастролювати по Європі, набираючись сценічного досвіду. Через два роки гурт записав третій альбом під назвою Pandemonic Incantations. Однак через відсутність реклами альбом не отримав належного розголосу. Після ще одного тривалого туру восени 1998 року Behemoth підписали угоду про випуск двох альбомів з італійською компанією Avantgarde Music. Першим результатом цієї нової співпраці став успішний альбом Satanica, який ознаменував перехід гурту до звучання блек-дез-металу.
Лейбл також забезпечив гурту два тури по Європі на підтримку Deicide і Satyricon відповідно. У цей період Behemoth довелося зазнати деяких змін у складі та мати проблеми з їхнім колишнім польським лейблом. На той час, коли Satanica вийшов, Inferno і Les вже покинули гурт. Nergal почав шукати нових учасників, але не міг знайти нового барабанщика. Inferno повернувся до гурту на початку 2000 року разом із новими учасниками. Novy виконував роль бас-гітариста під час концертів, а Havok, став повноцінним гітаристом гурту. Після зміни складу Behemoth підписали контракт з польським лейблом Mystic Production. 
Наступним альбом став Thelema.6. Він був помічений світовою пресою, і вийшов у багатьох країнах. На підтримку Thelema.6, Behemoth з’явився на кількох престижних фестивалях, таких як Wacken Open Air, With Full Force, Inferno Metal Festival, Mystic Festival і Mind Over Matter Autumn. Після цього Behemoth почали свій перший хедлайнерський тур разом із Carpathian Forest і Khold.

### Zos Kia Cultus (Here and Beyond),DemigodтаThe Apostasy(2001–2008)
У 2001 році Behemoth зосередився на написанні нового матеріалу для шостого студійного альбому. Платівка під назвою Zos Kia Cultus (Here and Beyond) вийшла у 2002 році. 

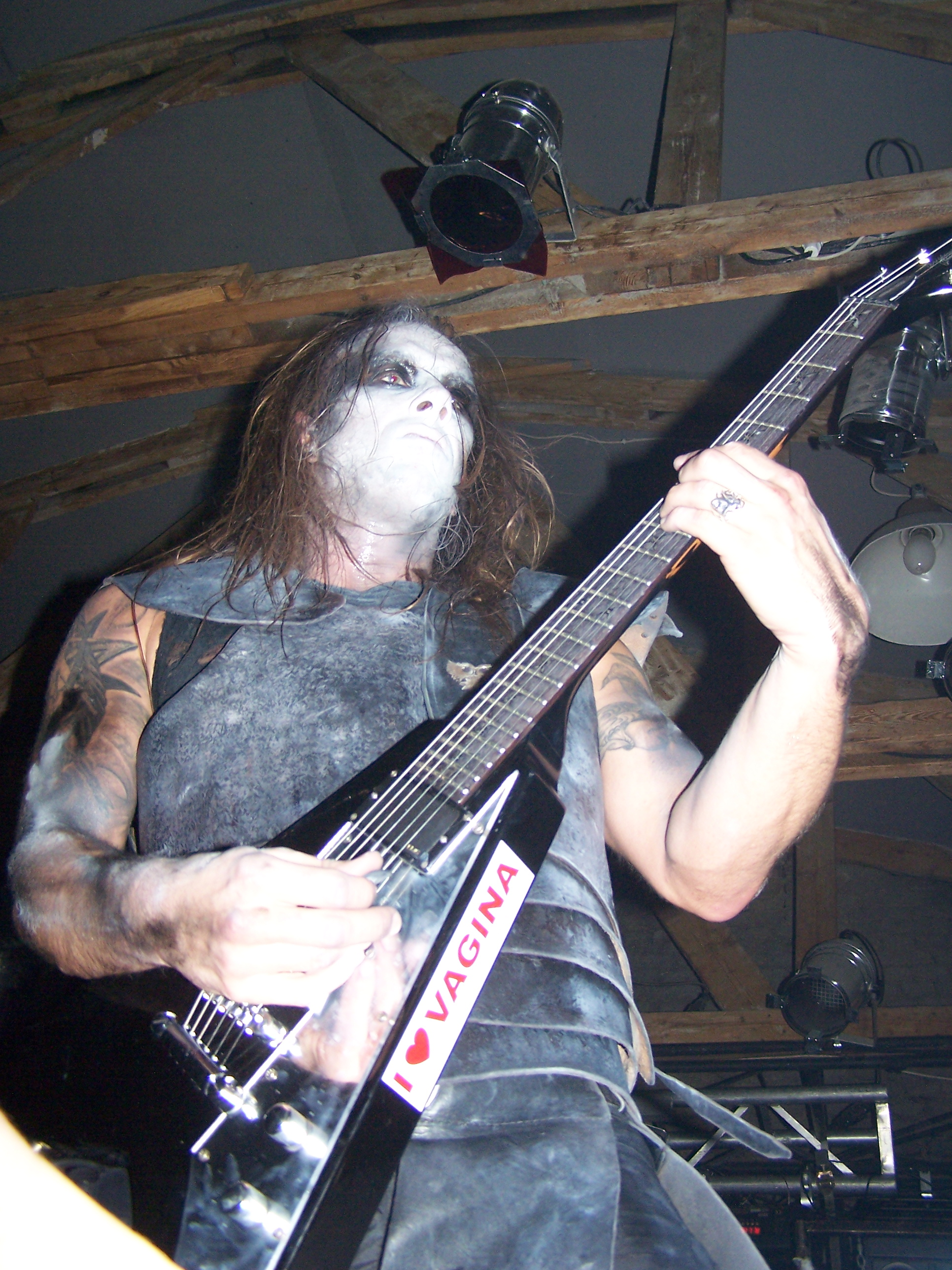
Nergal у 2007 році

У лютому 2003 року група розпочала свій перший тур у Норвегії, граючи в таких містах, як Берген, Осло та Ставангер. Перший тур Північною Америкою р розпочався 9 березня на Metalfest у Нью-Джерсі та продовжився великою кількістю концертів у США та Канаді в компанії Deicide, Revenge, Vehemence та Amon Amarth. Незабаром після першого туру по США Гленн Данзіг запросив гурт приєднатись до фестивалю Blackest of the Black Tour, де також виступали такі відомі гурти як Danzig, Superjoint Ritual, Nile та Opeth. У цей же час через певні труднощі Nergal розійшовся з Havoc і Novy, які вирішили зосередитися на діяльності власних гуртів.
У 2004 році був випущений сьомий студійний альбом груту, під назвою Demigod, який викликав хороші відгуки критиків. Альбом, записаний на Hendrix Studios, дебютував під номером 15 у національному польському чарті альбомів. На пісні "Conquer All" and "Slaves Shall Serve" були зняті кліпи. 
У 2007 році група гастролювала по Європі разом з Napalm Death, Moonspell і Dew-Scented. У липні того ж року Behemoth випустили свій восьмий студійний альбом The Apostasy. Він був записаний у студії Radio Gdańsk у грудні 2006 року. Невдовзі після випуску The Apostasy, гурт був представлений як один із хедлайнерів другої сцени Ozzfest 2007 року. 
У лютому 2008 року Behemoth розпочали гастрольний тур разом із Suicide Silence. У жовтні того ж року Behemoth випустили свій перший концертний альбом At the Arena ov Aion – Live Apostasy. Також вийшов міні-альбом під назвою Ezkaton, який містить перезаписану версію пісні "Chant for Eschaton" з Satanica, одну нову пісню, два кавери (на пісні Master's Hammer і Ramones) і три концертні пісні. 

### EvangelionіThe Satanist(2009–2016)

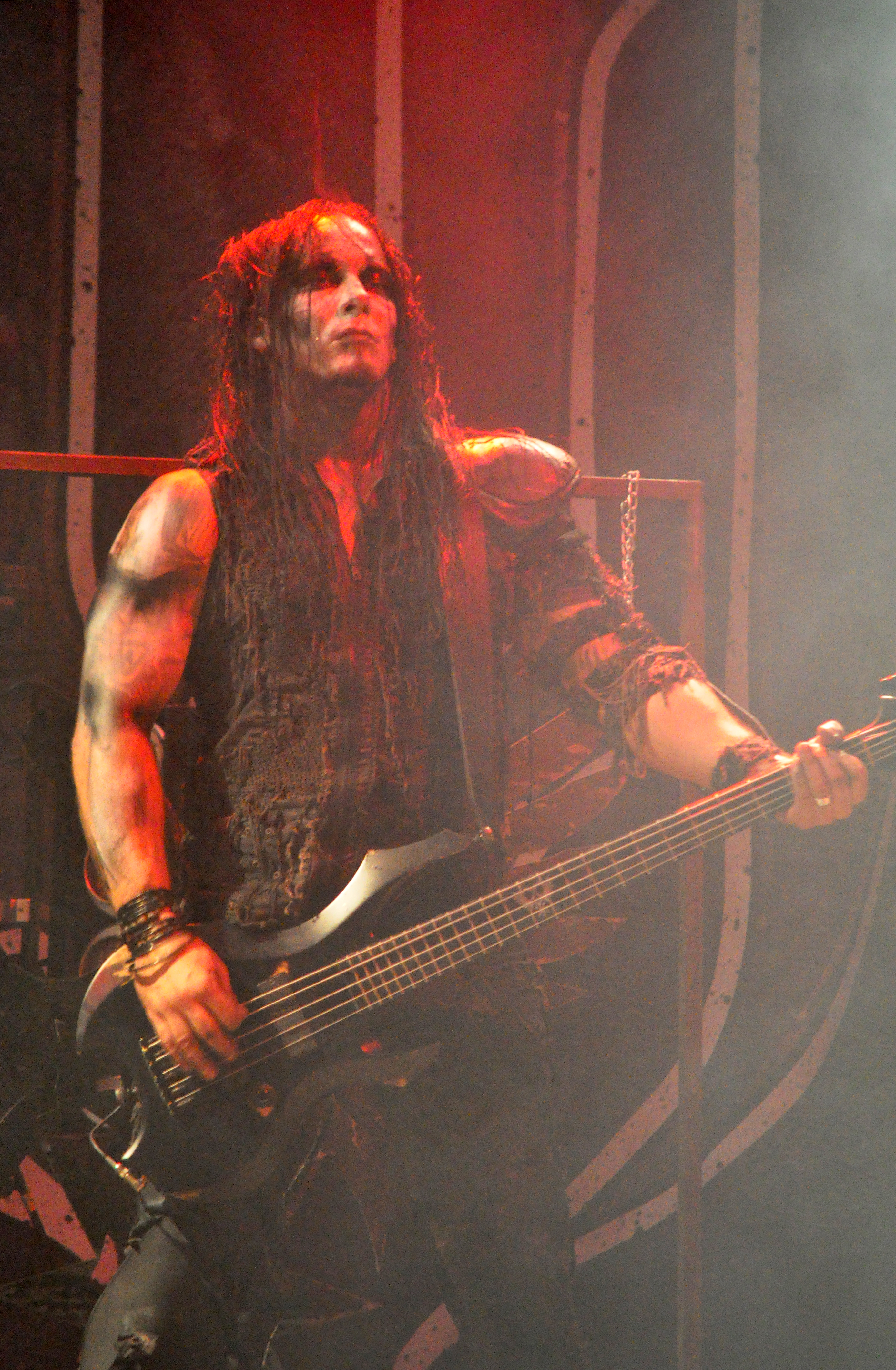
Orion у 2012 році

У березні 2009 року група запропонувала британському продюсеру Коліну Річардсону спродюсувати новий альбом, який повинен був вийти улітку. Behemoth випустили свій 9-й повноформатний альбом під назвою Evangelion 9 серпня в Європі на лейблі Nuclear Blast та 11 серпня на Metal Blade в США.[14] У липні та серпні 2009 року Behemoth брав участь у Mayhem Festival разом із різними метал-гуртами, такими як Slayer, Bullet for My Valentine, All That Remains, Trivium, Marilyn Manson, Cannibal Corpse та Job for a Cowboy. У вересні 2009 року Behemoth виступили хедлайнерами польського туру "New Evangelion" разом із Azarath, Black River та Hermh.
У серпні 2010 року Nergal був терміново госпіталізований, і йому діагностували лейкемію. Повідомлялося, що його лейкемія була настільки запущеною, що хіміотерапія не могла йому допомогти і потрібна була пересадка кісткового мозку. Behemoth були змушені скасувати всі майбутні концерти в а також північноамериканський тур «Lawless States of Heretika» з Watain. 17 січня 2011 року Nergal покинув лікарню, через чотири тижні після того, як йому зробили операцію з трансплантації кісткового мозку. Він сказав, що йому знадобиться кілька місяців відновлення і у нього є величезна мотивація та бажання продовжувати роботу з групою.
В інтерв’ю виданню Blabbermouth 18 квітня 2012 року Nergal заявив, що можлива дата випуску нового альбому — середина 2013 року. Гурт мав виступити на Mayhem Festival у 2013 році разом із Amon Amarth, Робом Зомбі, Mastodon, Children of Bodom та іншими, але через хворобу барабанщика Inferno та його потребу в операції на апендиксі виступ скасували.
Десятий студійний альбом The Satanist був випущений 3 лютого 2014 року і отримав широке визнання як критиків, так і слухачів. 27 липня 2014 року Behemoth виступили наживо на фестивалі Carpathian Alliance Open Air Metal в Україні як хедлайнер. Behemoth також провели північноамериканський тур на початку 2015 року, виступаючи разом із Cannibal Corpse за підтримки Aeon і Tribulation. 9 серпня 2015 року Behemoth було оголошено спеціальними гостями Bloodstock Open Air 2016 де вони зіграли альбом The Satanist повністю.

### I Loved You at Your DarkestіOpvs Contra Natvram(2016–дотепер)
У 2016 році гурт оголосив, що розпочне роботу над продовженням The Satanist. На початку 2017 року Nergal почав публікувати кліпи з рифами у своєму акаунті в Instagram. У інтерв'ю в травні 2017 року він сказав, що у гурту є «вже десять або тринадцять ескізів нових пісень» для нового альбому з орієнтовною датою випуску восени 2018 року. 
У січні 2018 року Behemoth було оголошено одним із гуртів підтримки останнього світового туру Slayer. 13 квітня був випущений концертний DVD Messe Noire як завершення гастрольного циклу The Satanist. 2 серпня було випущено сингл під назвою «God = Dog», а 5 жовтня вийшов одинадцятий студійний альбом I Loved You at Your Darkest, який вийшов 5 жовтня. На підтримку альбому 20 жовтня гурт вирушив у північноамериканський тур.
У березні 2021 року Нергал оголосив, що гурт готує новий альбом до свого 30-річчя. Дванадцятий студійний альбом Opvs Contra Natvram було анонсовано 11 травня 2022 року, і оголошено дату релізу — 16 вересня. У той же день вийшов кліп на перший сингл під назвою "Ov My Herculean Exile" Другий сингл "Off To War!" разом з кліпом було опубліковано 15 червня.

## Склад
Поточні учасники
- Nergal (Адам Дарський) – вокал, соло-гітара, ритм-гітара, бас-гітара (1991-дотепер)
- Inferno (Збігнєв Промінський) – ударні (1997-1999, 2000-дотепер)
- Orion (Томаш Врублевський) – бас-гітара, бек-вокал (2003-present)

- Seth (Патрик Штибер) – ритм-гітара, бек-вокал (2004-дотепер)

Колишні учасники
- Baal Ravenlock (Адам Мурашко) – ударні (1991-1996)
- Desecrator (Адам Малиновський) – ритм-гітара, бек-вокал (1991-1992)
- Frost (Рафал Брауер) – ритм-гітара, бек-вокал (1993-1994)
- Orcus (Славомір Коласа) – бас-гітара, бек-вокал (1993)
- Les (Лешек Дзеґєлевський) – бас-гітара, ритм-гітара, бек-вокал (1995-1997, 1998-1999)
- Mefisto – бас-гітара, бек-вокал (1997-1998)
- Havoc (Матеуш Смежхальський) – ритм-гітара, бек-вокал (2000-2003)
- Novy (Марчін Новак) – бас-гітара, бек-вокал (2000–2003)

## Дискографія

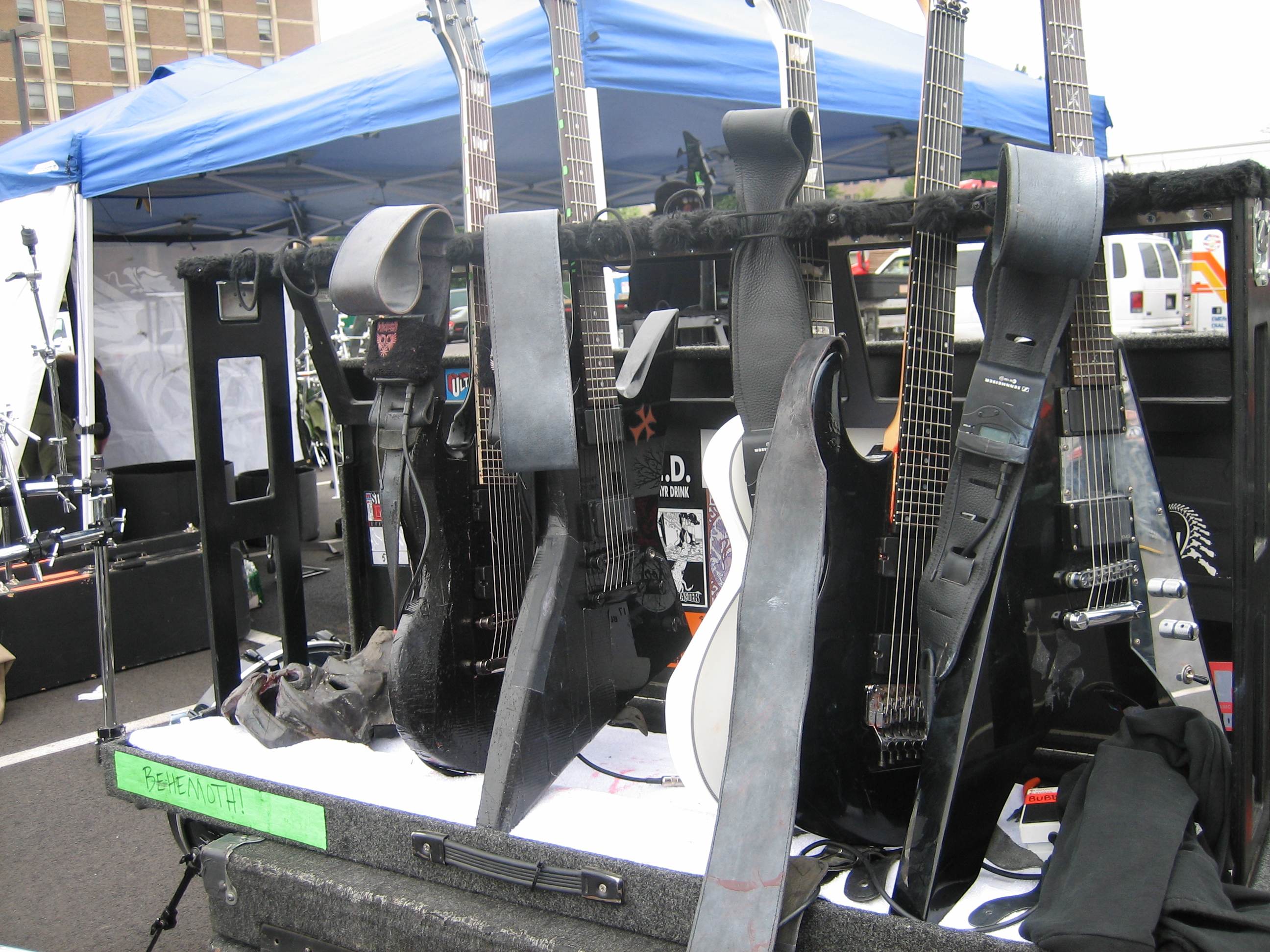
Гітари «Нергала» і «Сета»

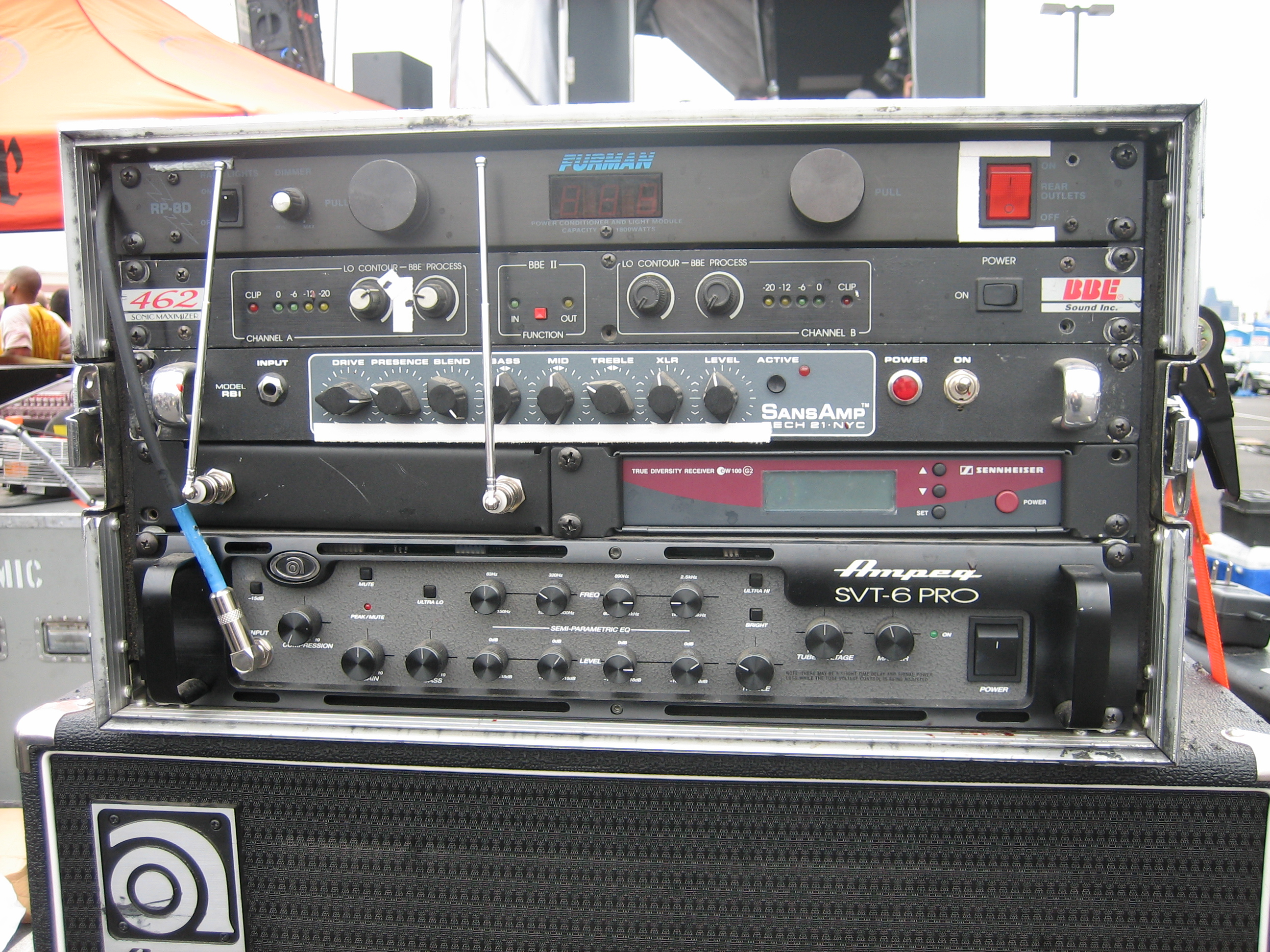
«Bass rack» басиста «Оріона»

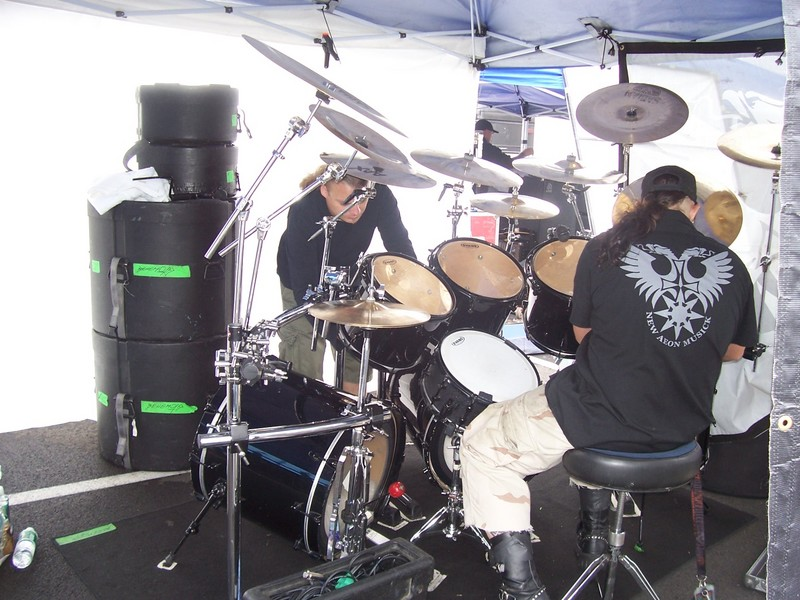
Підготовка до початку фестивалю Ozzfest

### Студійні альбоми
- Sventevith (Storming Near the Baltic) (1995)
- Grom (1996)
- Pandemonic Incantations (1997)
- Satanica (1999)
- Thelema.6 (2000)
- Zos Kia Cultus (Here and Beyond) (2002)
- Demigod (2004)
- The Apostasy (2007)
- Evangelion (2009)
- The Satanist (2014)
- I Loved You at Your Darkest (2018)
- Opvs Contra Natvram (2022)
- The Shit ov God (2025)

### Концертні альбоми
- At The Arena ov Aion - Live Apostasy (2008)
- Live Barbarossa (2014)
- Messe Noire (2018)
- In Absentia Dei (2021)

### Мініальбоми
- And the Forests Dream Eternally (1994)
- Bewitching the Pomerania (1997)
- Antichristian Phenomenon (2001)
- Conjuration (2003)
- Slaves Shall Serve (2005)
- Ezkaton (2008)

### Компіляції
- And the Forests Dream Eternally/Forbidden Spaces (1994)
- Demonica (2006)
- Abyssus Abyssum Invocat (2011)

### Демо
- Endless Damnation (1992)
- The Return of the Northern Moon (1993)
- Thy Winter Kingdom (1993)
- ...From the Pagan Vastlands (1994)

### Триб'ют-альбоми
- Czarne zastępy – W hołdzie KAT (1998)
- Originators of Northern Darkness - A Tribute to Mayhem (2002)
- Tyrants From the Abyss - A Tribute to Morbid Angel (2002)